# Lavaka

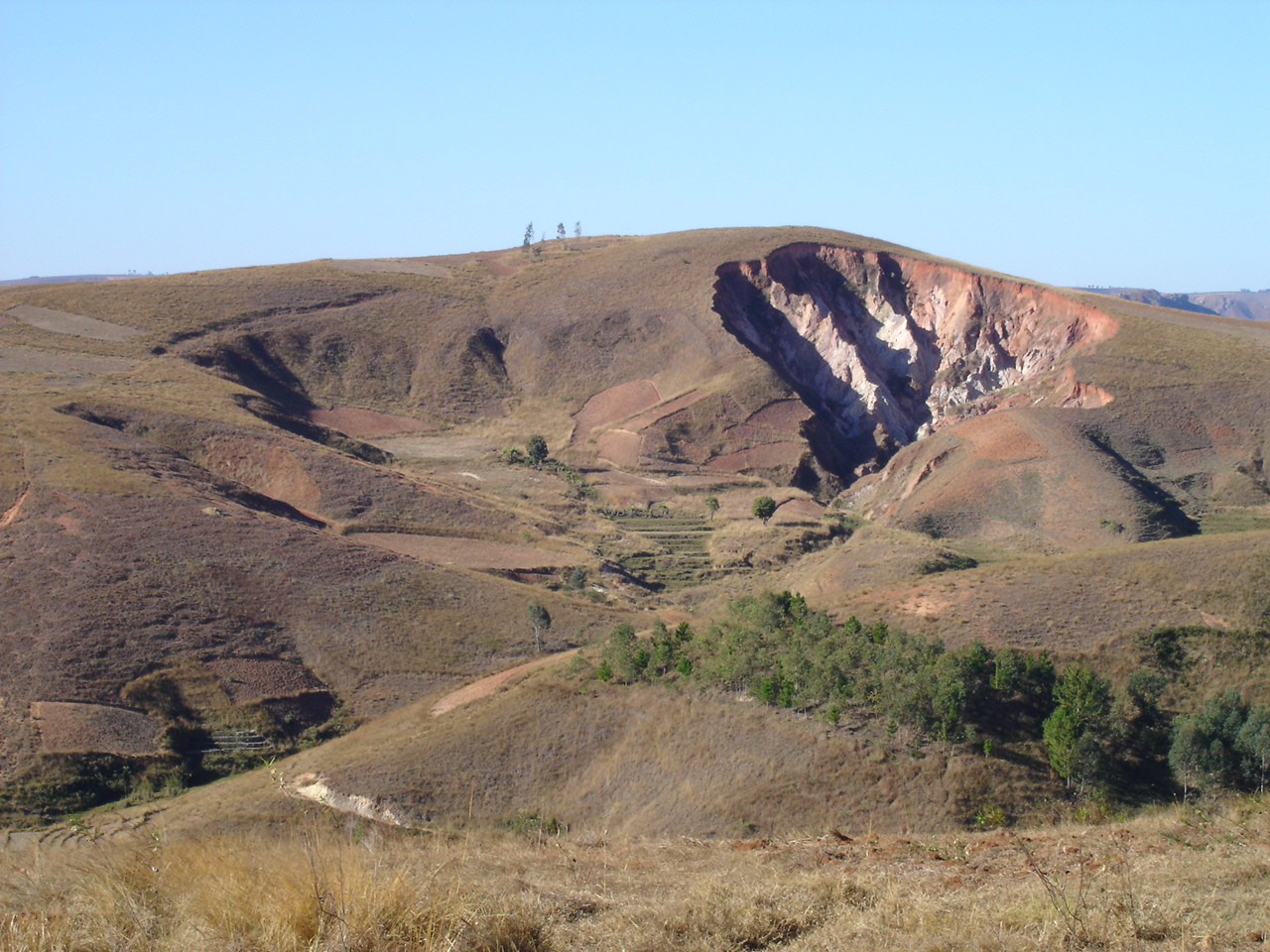
Lavakas en las tierras altas de Madagascar: una lavaka activa a la derecha y a la izquierda una menos activa, más próxima a su perfil de equilibrio.

Una lavaka (una palabra malgache que significa «gran agujero»), en geomorfología, es un término que es usado para describir un accidente erosivo común en Madagascar, un sistema de cárcavas de paredes muy abruptas. Son más abundantes en la sierra central de Madagascar, donde hay lateritas profundas desarrolladas sobre un terreno empinado en un clima monzónico.

## Formación
Las lavakas se forman donde las lateritas duras se superponen a gruesos saprolitos (decenas de metros de espesor), en empinadas laderas (35 a 55 grados) en zonas que tienen una temporada de calor seco y una estación húmeda caliente.
Las lavakas no son deslizamientos de tierra. Son un tipo de barranco, formado por el socavado de las aguas subterráneas después de una fuerte lluvia torrencial. La erosión asociada suele ser rápida, produciendo un rendimiento de sedimentos del orden de 8000 m³ durante varios meses. Estos enormes barrancos pueden alcanzar una anchura de 200 metros y una profundidad de 20 metros.
No hay consenso en la actualidad en la génesis de estos barrancos y aunque las actividades humanas —la deforestación, el sobrepastoreo o la creación de carreteras— pueden contribuir a la formación de las lavakas, se cree que son causadas por procesos naturales. Las fotos aéreas dejan ver los restos de antiguas lavakas en las zonas deforestadas recientemente, demostrando que esas superficies se han erosionado por lavakas antes de que creciesen las selvas tropicales, y que la datación por C14 indica que algunas de ellas tienen una antigüedad de hasta 20.000 años, lo que significa que estuvieron presentes en el paisaje de Madagascar antes de la llegada de los humanos (la llegada a Madagascar es de menos de 2000 años antes del presente). La observación de un barranco que apareció en 2002 en la región de Miarinarivo muestra que alcanzó su máximo desarrollo en 2004 antes de estabilizarse.